# Новомирское сельское поселение (Троицкий район)
Новомирское се́льское поселе́ние — муниципальное образование в Троицком районе Челябинской области Российской Федерации. В рамках административно-территориального устройства муниципальное образование  соответствует административно-территориальной единице Новомирский сельсовет.
Административный центр — посёлок Новый Мир.

## История
Статус и границы сельского поселения установлены Законом Челябинской области от 28 октября 2004 года № 315-ЗО «О статусе и границах Троицкого муниципального района и сельских поселений в его составе»

## Население
| 2002 | 2010 | 2011 | 2012 | 2013 | 2014 | 2015 |
| ---- | ---- | ---- | ---- | ---- | ---- | ---- |
| 895  | ↘806 | ↘805 | ↗813 | ↘777 | ↘729 | ↘713 |
| 2016 | 2017 | 2018 | 2019 | 2020 | 2021 |      |
| ↗735 | ↗737 | ↘730 | ↘711 | ↘692 | ↘691 |      |

## Состав сельского поселения
| № | Населённый пункт | Тип населённого пункта          | Население |
| - | ---------------- | ------------------------------- | --------- |
| 1 | Новый Мир        | посёлок, административный центр | ↘697      |
| 2 | Уварово          | посёлок                         | ↘109      |